# Pteromalus suia
Pteromalus suia är en stekelart som beskrevs av Walker 1848. Pteromalus suia ingår i släktet Pteromalus och familjen puppglanssteklar. Inga underarter finns listade i Catalogue of Life.